# Emys trinacris
Emys trinacris, (Galápago siciliano) es una tortuga del género Emys originaria de Sicilia. No se conocen subespecies.

## Descripción
El animal es de pequeño tamaño. La longitud máxima del caparazón es de 36 cm. Su color es gris oscuro a oliva. El plastrón es total o mayormente amarillo. Las pantallas en los bordes presentan una línea estrecha y oscura. En comparación con Emys orbicularis la longitud del caparazón es menor, pero de forma ovalada. 